# Rose Mbowa
Rose Mbowa (Kabale, 18 de enero de 1943 – 11 de febrero de 1999) fue una escritora, actriz, pedagoga y feminista de Uganda.

## Trayectoria
Hija de Kasole Lwanda Mbowa, un técnico de laboratorio, y Eva Nyinabantu Mbowa, nació en Kabale. Mbowa fue educada en el Instituto Gayaza y luego estudió literatura inglesa en la Universidad Makerere y posteriormente obtuvo un máster en artes del teatro y dramaturgia por la Universidad de Leeds. Trabajó durante un año como productora en Radio Uganda. Mbowa se convirtió en conferenciante en el departamento de música, danza y drama en la Universidad Makerere y posteriormente jefa del departamento cuando la persona anterior fue forzada a abandonar el país. Trabajó con la Cooperativa de Mujeres Magere centrada en agricultura, arte y artesanía.
Publicó artículos sobre teatro en Uganda y presentó estudios sobre el teatro ugandés en la conferencia anual de literatura africana de la Universidad de Bayreuth entre 1989 y 1994. También actuó con distintas compañías de teatro en Uganda. Fue nombrada mejor actriz  en el Teatro Nacional y recibió el Premio Presidencial al Mérito de Interpretación en 1973. También recibió el Premio del Teatro Nacional a la Mejor Producción dos veces: por su propia obra Nalumansi en 1982 y por El Matrimonio de Ananseuna de Efua Sutherland en 1983. Fue la protagonista de la obra de Bertolt Brecht, Madre Coraje y sus hijos.
La obra de Mbowa Madre Uganda y sus hijos se interpretó por primera vez en 1987 y ha sido interpretada a nivel internacional.